# Loch Rannoch
Il Loch Rannoch (in gaelico scozzese: Loch Raineach) è un lago (loch) di 19,17 km² della Scozia centrale, situato all'interno del Tay Forest Park, nell'area amministrativa di Perth e Kinross (contea tradizionale: Perthshire).
Tra le località che si affacciano sul lago, figura il villaggio di Kinloch Rannoch.

## Geografia

### Collocazione
Il Loch Rannoch si trova nella parte nord-occidentale dell'area amministrativa di Perth e Kinross a sud dei Monti Grampiani, e si estende per 16 km dalla località di Kinloch Rannoch (ad est) a Bridge of Gaur (ad ovest). Si trova nei pressi di altri laghi quali il Loch Tummel (situato ad est del Loch Rannoch), il Loch Tay (situato a sud/sud-est del Loch Rannoch) e il Loch Ericht (situato a nord del Loch Rannoch).

### Dimensioni
Il Loch Rannoch ha una profondità di 440 piedi.

## Turismo
Attorno al lago è stata realizzata una pista ciclabile di 22 km.

## Galleria d'immagini

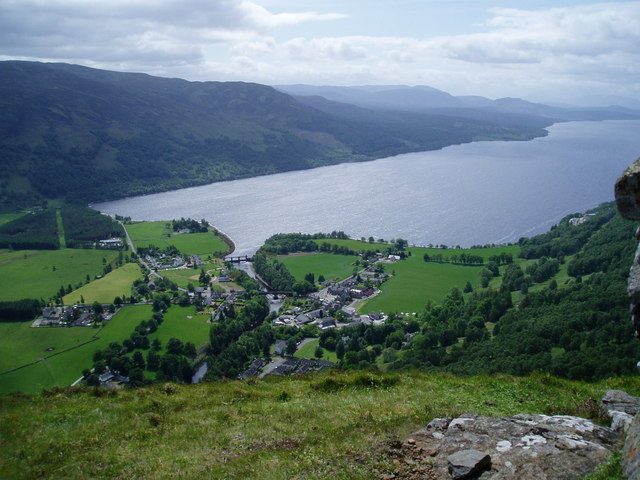
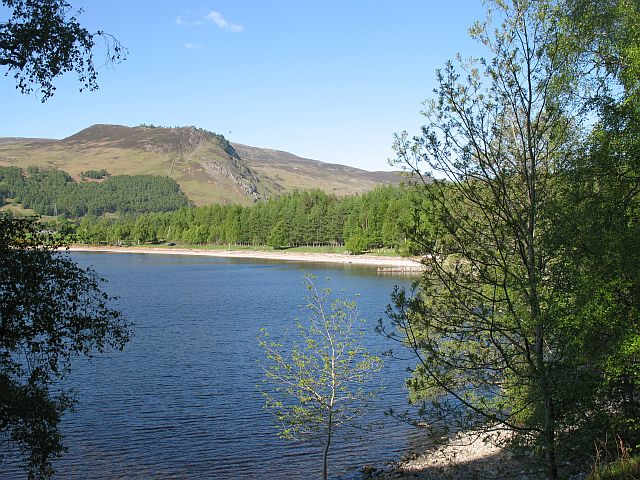
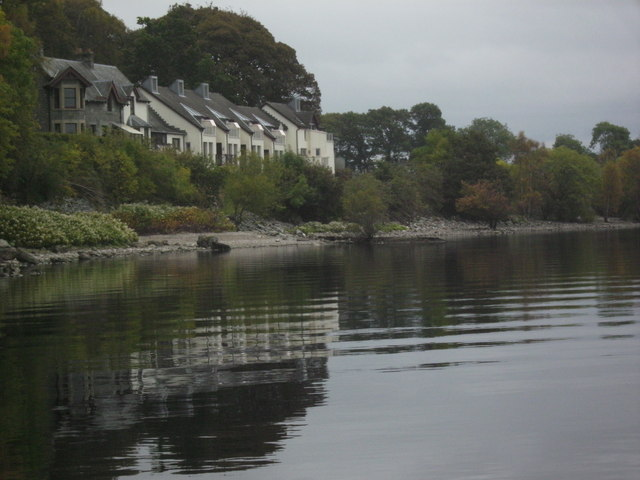
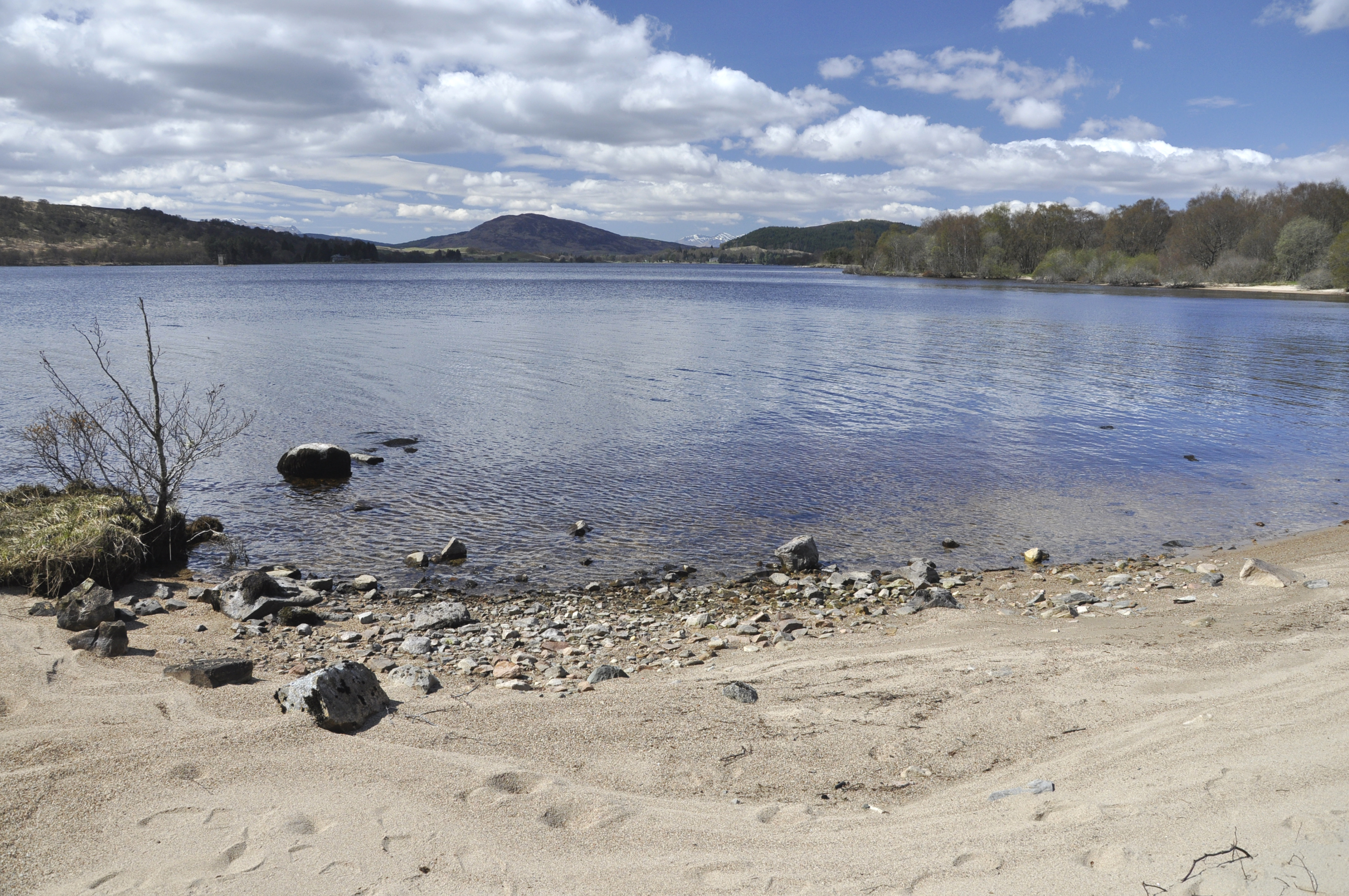

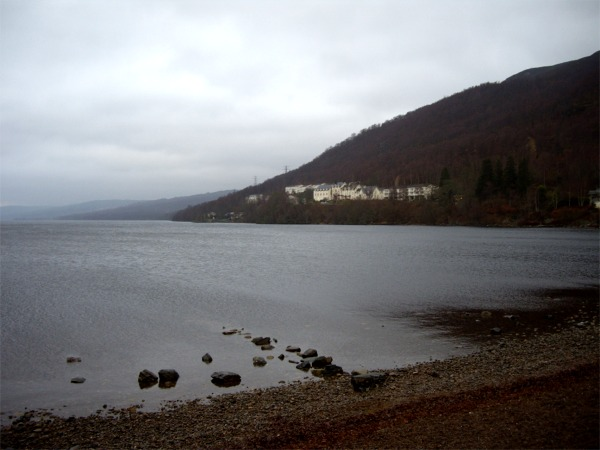
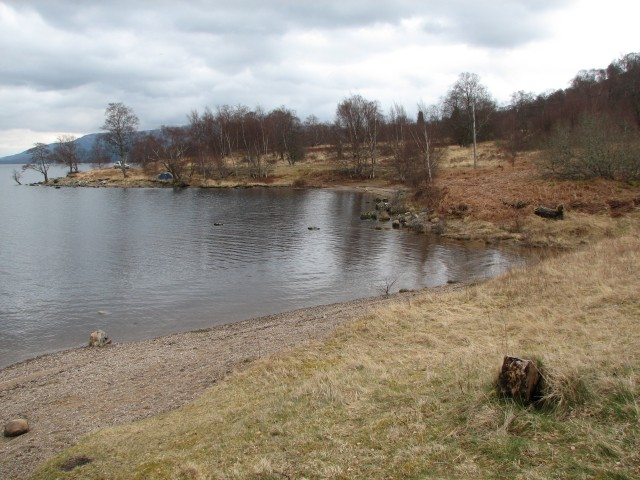
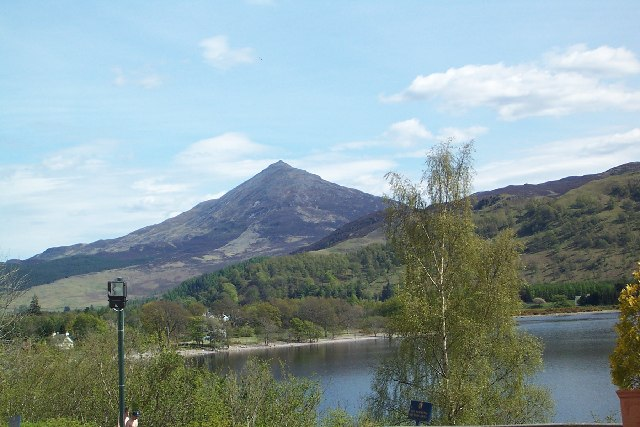
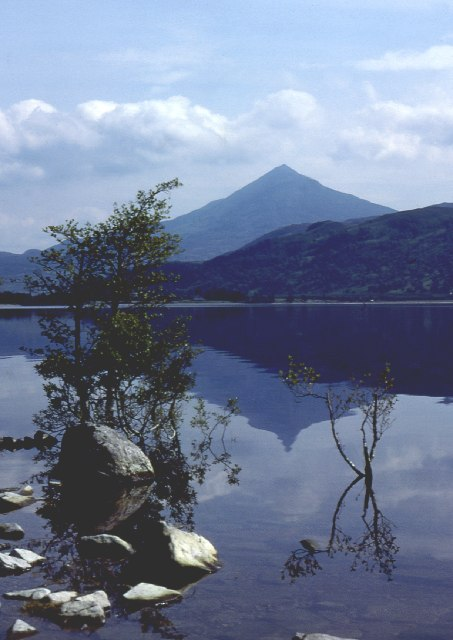